# Damoproer
Het Damoproer was een oproer dat plaatsvond op 24 maart 1848 in Amsterdam tijdens het Revolutiejaar 1848. Het oproer past in een langere traditie van oproeren in Amsterdam die terugging tot de zeventiende eeuw.

## Aanloop
Sinds het begin van maart, na de uitbraak van de Februarirevolutie, was de sfeer al gespannen in Amsterdam. Op 22 maart verspreidde een groepje Duitse communisten folders waarin opgeroepen werd om twee dagen later rond het middaguur samen te komen op de Dam. De folders waren anoniem verspreid en als tegenmaatregel vaardigde het stadsbestuur een pamflet uit om niet naar de Dam te komen. Ondanks de oproep van de Amsterdamse politiek was er een grote opkomst op de Dam op 24 maart. Er was geen organisatie en er was ook niemand die het woord nam.

## Oproer
Een aantal jongeren dat aanwezig was bij de samenkomst begon met baldadigheden. Hierdoor ontstonden er meer ongeregeldheden. Er werden ruiten ingegooid en de oproerkraaiers plunderden winkels. Vervolgens verspreidden de demonstranten zich in twee verschillende groepen over de stad.

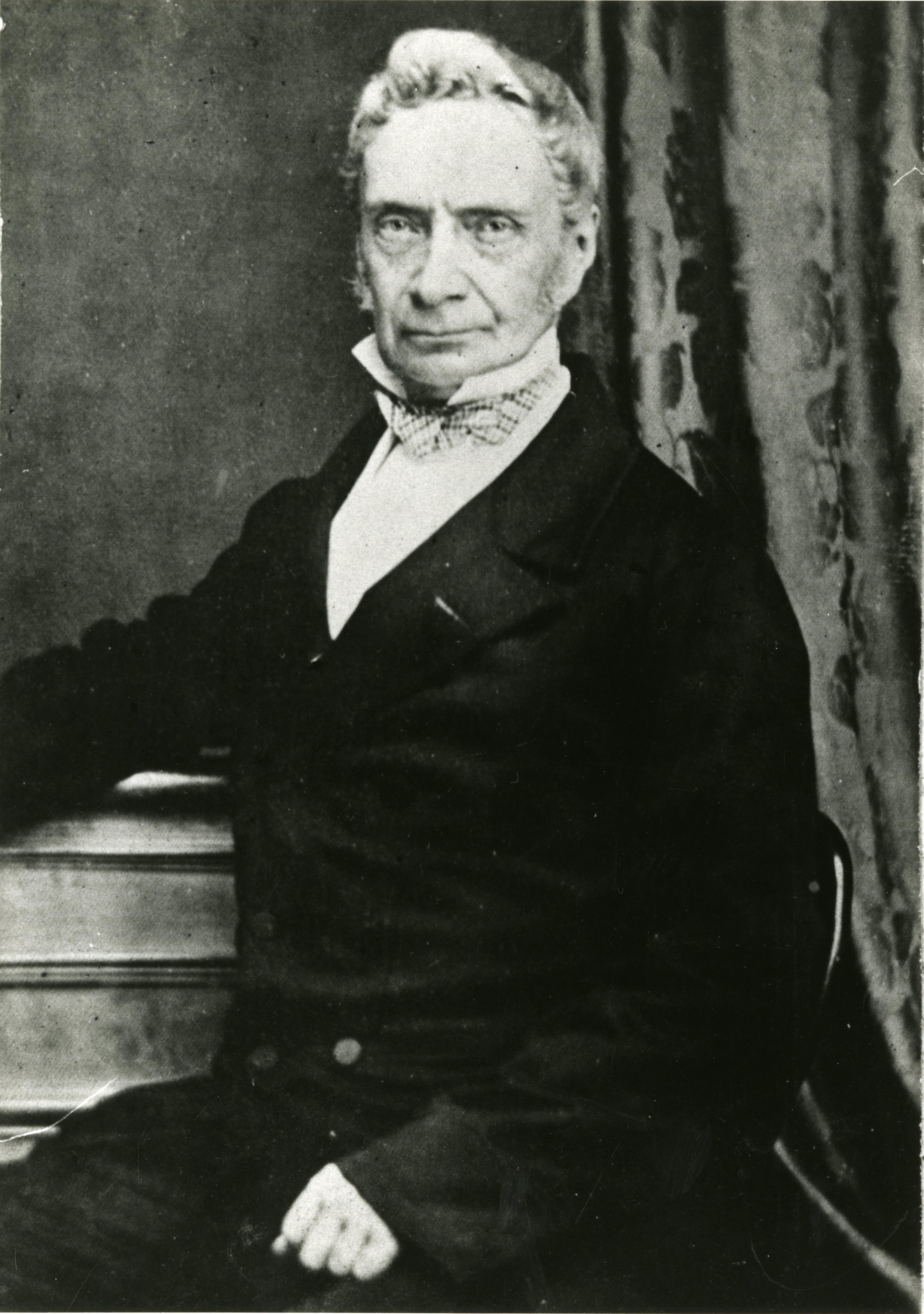
Hendrik Provo Kluit op latere leeftijd, gefotografeerd omstreeks 1860.

De kleinste groep bestond uit een tiental jongens die via de Nes en de Pieter Jacobszstraat naar de Oudezijds Voorburgwal liepen. Vervolgens gingen ze via het Oudekerksplein en de Warmoesstraat terug naar de Dam en sloegen ze op verschillende plekken ruiten in. Zo werd onder meer de kosterswoning van de Oude Kerk gevandaliseerd en ook elders op het Oudekerksplein werden de gordijnen en een vogelkooi naar buiten getrokken.
De tweede groep die de Dam verliet was groter dan de eerste, bleef langer weg en zou ook meer schade aanrichten. Onder leiding van twee matrozen trokken ze van het Damrak en de Zoutsteeg langs de Nieuwe Kerk waar enkele ruiten werden ingegooid. In de Molsteeg werd een juwelierszaak geplunderd en in de Hartenstraat plunderden ze een horlogemaker en een goud- en zilverkashouder. De confituren van een banketbakker aan de Wolvenstraat werden ook geroofd. Hierop bereikten ze de Keizersgracht waar ook vele ruiten zouden sneuvelen. De plundertocht ging door naar de Herengracht waar de groep de woning van burgemeester van Pieter Huidekoper bereikte. Door het optreden van het huispersoneel konden de relschoppers niet binnenkomen.
Ten slotte bereikte de groep het Kaasplein waar politiedirecteur Hendrik Provó Kluit met een schot een einde maakte aan de plundertocht. Rond drie uur in de middag werd de Dam ontruimd door afdelingen van de infanterie en cavalerie.

## Nasleep
Bij het Damoproer vielen er geen doden, noch gewonden, behalve een enkeling die zijn hand had opengehaald aan het gebroken glas van een uitstalkast. Het was geen uitzondering dat tijdens het oproer geen bloed was vergoten. Deze collectieve zelfbeheersing vormde een onlosmakelijk bestanddeel van de Amsterdamse traditie van oproerigheid. Na het oproer volgde een proces waar de drie vermeende aanstichters van het oproer aanvankelijk de doodstraf hoorden eisen. Toen men eenmaal van de schrik was bekomen kon het oproer afgedaan worden als "grove baldadigheden van kwade jongens, waarvan enkele dieven gebruik maakten". Er werden in totaal na de rellen 32 mensen opgepakt, waarvan de helft ook voor de rechter zou verschijnen.